# François Diwo
François Diwo, né le 24 mars 1955 à Paris, est un journaliste et animateur français. Animateur de radio sur Europe 1 et de télévision sur TF1 dans les années 1970-80. Il crée le magazine Télé 7 Jeux en 1978 qui devient le premier magazine de jeux francophone et demeure aujourd'hui encore le numéro 1 des ventes. Après le départ de Paul Giannoli, il est nommé directeur de la rédaction du magazine Télé 7 jours (fondé par son père Jean Diwo). Il occupe cette fonction de janvier 1995 à septembre 1996. 

## Biographie

### Débuts
À 11 ans, son père l'envoie améliorer son apprentissage de l'anglais chez son ami Maître Capello qui enseigne à François Diwo la langue avec des jeux tels que le Scrabble et les mots croisés.
En 1972, François Diwo a dix-sept ans quand Roger La Ferté signe avec lui « 100 Nouveaux Jeux » édité au Livre de Poche. 210 000 exemplaires sont vendus en un été. Fort de ce succès, il se voit confier par Jacques Paoli, alors directeur d'Europe 1, la conception d'énigmes pour l'émission dominicale « La grande balade ».

### Lui, Europe 1, TF1
Début 1973, François Diwo devient pigiste au magazine Lui, pour lequel il réalise des portraits de personnalités dans la rubrique « Ça marche pour eux ». En septembre de la même année, après avoir obtenu le baccalauréat, il fait ses débuts comme animateur sur Europe 1, dans l'émission Radio 2 aux côtés d'Hubert Wayaffe, Christian Sicard et Yann Hegann. Jusqu'en 1987, il est l'un des animateurs vedettes de la station de la rue François 1er, enchaînant de nombreuses émissions quotidiennes : 
- Match 33 (1975-1976)
- La Chaîne d'amitié (1976)
- Disco 1000 (qui inspirera le spectacle D.I.S.C.O. organisé par Europe 1 en 2013[2])
- Disco Dance (1977-1978)
- Chlorophylle (1979-1980)
- La fabuleuse épopée du rock 'n' roll coprésenté avec Johnny Hallyday (1981 du 9/02 au 20/03)
- Parano avec Mychèle Abraham et Yves Bigot (1981-1982)
- Les Lurons d'Europe 1 avec Thierry le Luron et Bernard Mabille (1982-1983)
- Le Programme Secret (été 1982)[3]
- Les petits matins
- le Hit Parade des Clubs
- Top 50 (1983 -1987)

De 1980 à 1982, François Diwo est aussi l'un des présentateurs des Visiteurs du mercredi sur TF1, où il anime successivement le coin des 10/15, Bazoum et Studio 3, émission de rock.
En 1984, toujours sur TF1, François Diwo présente avec Jacques Mailhot et Bernard Mabille l'émission satirique Amuse gueule le samedi à 12h.

### Télé 7 Jeux
Parallèlement à sa carrière d'animateur, François Diwo publie plusieurs livres de jeux au Livre de Poche et aux éditions Presses Pocket, dont il devient directeur de collection, avant de créer en 1978 le premier magazine de jeux : Télé 7 Jeux. Il est vivement encouragé dans cette démarche par Maître Capello qui devient l'auteur vedette du magazine.
À partir de 1987, François Diwo se consacre exclusivement à la presse écrite, développant Télé 7 Jeux, devenu l'un des premiers mensuels français. Daniel Filipacchi lui confie la direction de la rédaction de Télé 7 Jours (magazine créé par le père de François Diwo en 1960) de janvier 1995 à septembre 1996. En 2004, François Diwo lance un deuxième magazine de jeux, Télé 7 Jours Jeux, bimestriel, devenu l'un des leaders du marché. Il dirige aujourd'hui les rédactions des magazines Télé 7 Jeux et Télé 7 Jours Jeux.

### Livres
En 1996, François Diwo publie La Télé si vous saviez... chez Plon.
En 2003, dans son livre Claude François inconnu aux éditions de Fallois, François Diwo trace un portrait inattendu de l'artiste dont il a fait la connaissance à l'âge de vingt ans, et dont il fut proche. Il révèle à l'antenne de la chaîne M6 que la salle de bain où le chanteur est décédé d'un accident a tout d'un lieu maudit : la propriétaire précédente s'était donné la mort dans la même salle de bain avant son rachat par le chanteur en 1963, et le propriétaire succédant au chanteur a fini par se suicider dans la même pièce qu'il avait pourtant transformée en chambre pour rompre le sort.
En mai 2017, François Diwo publie Moi Mona Lisa - les confidences de La Joconde, aux éditions de l'Opportun, dans lequel il fait parler La Joconde. Elle raconte sa vie depuis sa commande à Léonard de Vinci en 1503  jusqu'à aujourd'hui, sans oublier son enlèvement par un exalté italien qui faillit la perdre à jamais, les examens scientifiques et les huit millions de visiteurs annuels qui se pressent au Louvre pour l'admirer quelques secondes,.

## Famille
François Diwo est le fils du journaliste et écrivain Jean Diwo, et de la critique de cinéma Jacqueline Michel.
Il est le père de Charles Diwo, reporter à TF1, et de Martin Diwo, avocat et auteur du roman Pour te perdre un peu moins (éditions Plon).

## Publications
- 100 Nouveaux Jeux, avec Roger La Ferté, Le Livre de Poche, 1972[8]
- 100 Jeux Vacances, Le Livre de Poche, 1974
- 100 Jeux Historiques, Presses Pocket, 1976
- 100 Jeux pour tous, Presses Pocket, 1977
- 100 Jeux dessins, Presses Pocket, 1977
- 100 Mots Fléchés, Presses Pocket 1978
- La Télé, si vous saviez..., Plon, 1997, 176 pages,  (ISBN 978-2259186230)
- Claude François inconnu, Éditions de Fallois, 2003, 227 pages,  (ISBN 978-2877064637)
- Moi, Mona Lisa. Les confidences de la Joconde, Éditions de l'Opportun.

## Prix et récompenses
- Plus jeune journaliste de l'année 1973